# Lee Sejin

Lee Sejin

Lee Sejin (Hangul: 이세진 sinh ngày 03 tháng 04 năm 1996, tại tỉnh Gyeonggi) là một nghệ sĩ, diễn viên người Hàn Quốc. Debut với tư cách diễn viên vào năm 2011 qua bộ phim Nhiệt độ của nước. Anh được biết đến qua các bộ web drama như Chuyện tình mũm mĩm(2018), Yellow(2017) và chương trình Produce X 101. Kể từ đầu năm 2022, Lee Sejin hoạt động với nghệ danh Han Sejin (한세진)

## Danh sách phim tham gia

### Drama
| Năm  | Tên phim                              | Vai diễn                            |
| ---- | ------------------------------------- | ----------------------------------- |
| 2020 | Mr. Heart                             | Go Sangha                           |
| 2020 | Phantom the secret agent/ Oh Dae Yeon | Choi Kangchan                       |
| 2020 | Half of half/ A piece of your mind    | In Wook lúc nhỏ                     |
| 2019 | Love Alarm                            | Vai phụ (bạn cùng lớp với nữ chính) |
| 2018 | Chuyện tình mũm mĩm                   | Yeon Ju Huyk                        |
| 2018 | Coffee of the Day                     | Hyun Jin                            |
| 2018 | Love pub                              | Lee Jin                             |
| 2017 | Yellow                                | Park Dong Woo                       |

### Phim điện ảnh
| Năm  | Tên phim               | Vai diễn | Nguồn |
| ---- | ---------------------- | -------- | ----- |
| 2015 | Mẹ của chúng ta        | Jae Ha   |       |
| 2013 | Câu chuyện của Jin Tae | Jin Tae  |       |
| 2011 | Nhiệt độ của nước      | Sang Ho  |       |

## Danh sách Music Video đã đóng
| Năm  | Tên MV                        | Ca sĩ            |
| ---- | ----------------------------- | ---------------- |
| 2018 | A rising direction            | Wax              |
| 2018 | Like that                     | Vanilla Acoustic |
| 2018 | Marry me                      | 216Project       |
| 2017 | You need humans to be a human | MoonMoon         |
| 2017 | You are a star already        | Ji Hoon Shin     |
| 2017 | Walk on                       | Deulgukhwa       |

## Chương trình truyền hình
| Năm  | Tên chương trình                   |
| ---- | ---------------------------------- |
| 2020 | Friendshipz Inssider Tour: Like It |
| 2019 | Produce X 101                      |

## Người mẫu
- Ichndu
- Leote
- ahoi
- SPAO
- MUSINSA
- Hatherine

## Kinh doanh
Marimong, shop đồ online do Sejin làm chủ bán các món đồ như móc khóa, thú bông, quần áo,...10% lợi nhuận sẽ được quyên góp cho hội bảo vệ động vật
- Hợp tác cùng SPAO ra mắt các sản phẩm như quần áo, mỹ phẩm
- Hợp tác cùng ANILAND ra mắt đồ uống và bánh ngọt

## Ca khúc
| Năm  | Tên ca khúc |
| ---- | ----------- |
| 2020 | Timing      |

## Các hoạt động khác
- THE SEJIN Fanmeeting (18/8/2019)
- THE SEJIN Encore Fanmeeting (19/10/2019)
- Xuất hiện trong web drama "6 types of part-timer" của Dream Note

## Giải thưởng
| Năm  | Tên giải                                                               |
| ---- | ---------------------------------------------------------------------- |
| 2015 | Giải thưởng diễn xuất tại liên hoan phim Nhân quyền cảnh sát lần thứ 4 |